# Karl Eisele (Oberamtmann)
Karl Hermann Friedrich Eisele (* 20. Juli 1862 in Esslingen; † 21. November 1934 in Stuttgart-Obertürkheim) war ein deutscher Verwaltungsbeamter.

## Leben
Eisele wurde als Sohn des Werkmeisters Gustav Adolf Eisele und seiner Frau Mathilde Luise Keller in Esslingen geboren. Er besuchte an 1878 das Realgymnasium Stuttgart und nahm 1880 das Studium der Regiminalwissenschaft an der Universität Tübingen auf. Seit dem Wintersemester 1880/81 war er Mitglied der Studentenverbindung Turnerschaft Hohenstaufia Tübingen. In Tübingen bestand er 1884 die erste und 1885 die zweite höhere Dienstprüfung. 1885 war er als Probereferendar beim Oberamt Waiblingen und bei der Regierung des Jagstkreises in Ellwangen beschäftigt, 1886 als Volontär beim Oberamt Esslingen. 1887 bis 1891 fungierte er als stellvertretender Amtmann bzw. Hilfsarbeiter bei den Oberämtern Gaildorf, Nürtingen, Ulm und Reutlingen sowie bei der Regierung des Schwarzwaldkreises in Reutlingen. 1891 wurde er Amtmann beim Oberamt Ulm, ab 1901 mit dem Titel eines Regierungsassessors. 1902 wurde er Oberamtmann des Oberamts Künzelsau, 1907 Oberamtmann des Oberamts Weinsberg, ab 1910 mit dem Titel Regierungsrat. Von 1914 bis 1916 leistete er Militärdienst. 1925 wurde er auf sein Ansuchen in den Ruhestand versetzt.
1932 war Eisele Vorsitzender der Großkraftwerk Württemberg AG.

## Auszeichnungen
- Wilhelmskreuz (1916)
- Ritterkreuz 1. Klasse des Friedrichs-Ordens (1917)